# 大陸軍 (アメリカ)

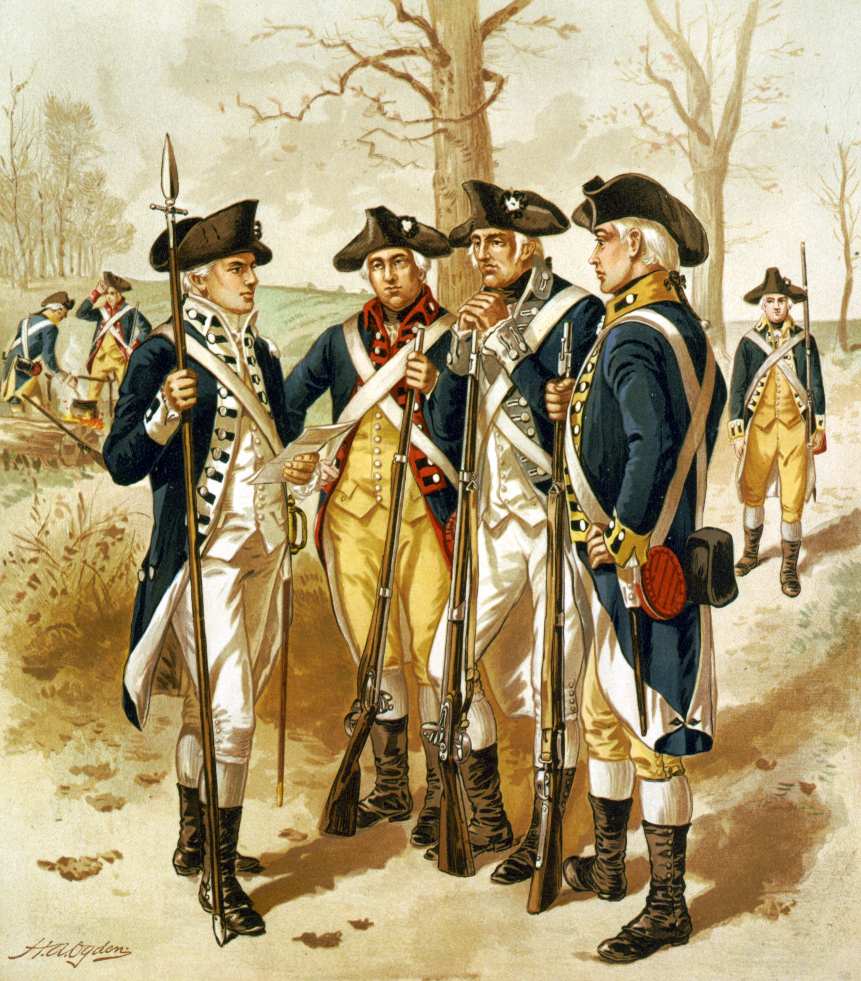
1779年から1783年まで使われた軍装と武器

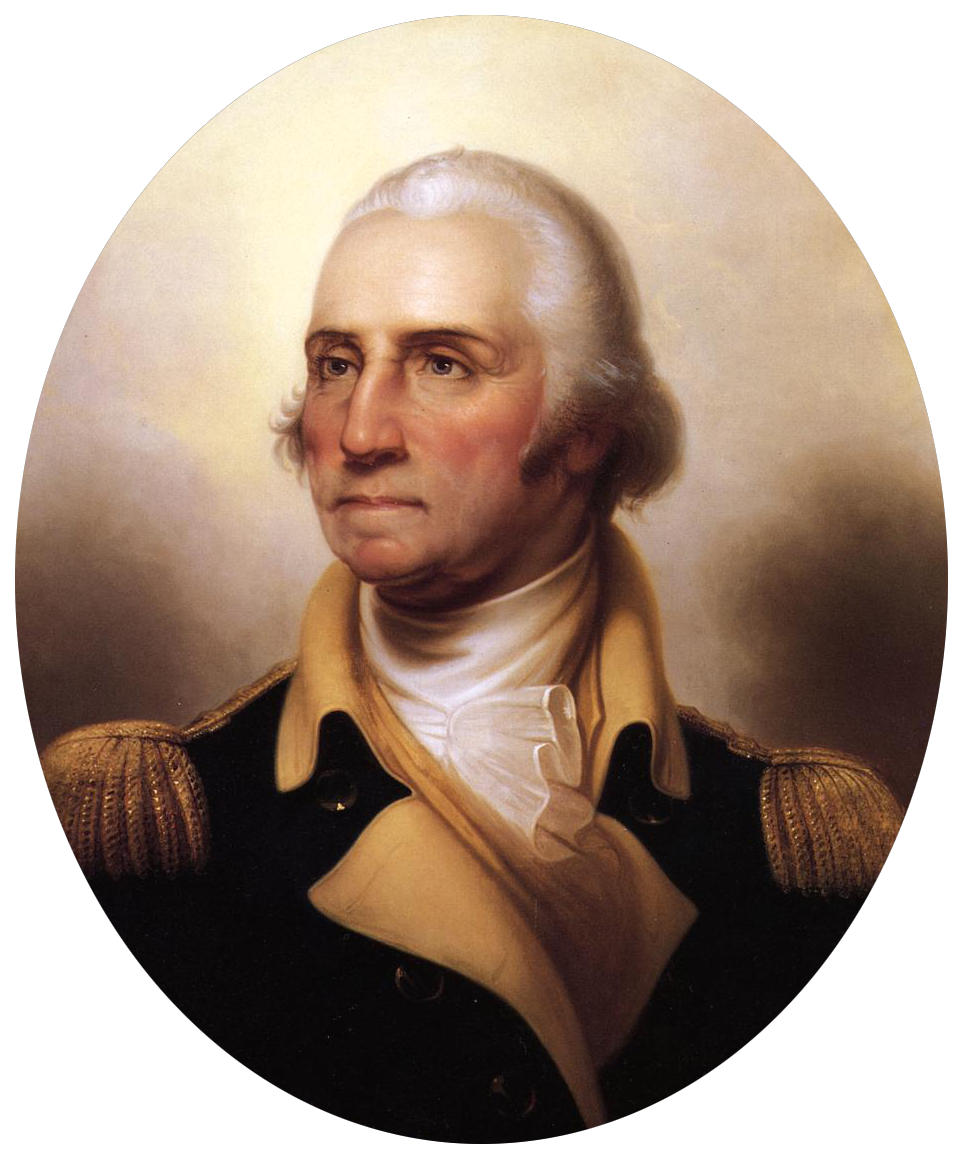
1775年6月15日に大陸軍の最高司令官に任命されたジョージ・ワシントン将軍

大陸軍（たいりくぐん、英: Continental Army）は、アメリカ独立戦争において後にアメリカ合衆国となった13植民地によって編制された軍隊。第2次大陸会議における1775年6月14日の決議に基づいて発足し、グレートブリテン王国の支配に対して反乱を起こした13植民地の軍事行動について連携を図ることを目的とした。日本の歴史教科書では単に「独立軍」と表記するものもある。大陸軍は各植民地の配下に留まった民兵組織や独立の民兵集団などによって補完されていた。独立戦争の全期間を通じてジョージ・ワシントンが総司令官を務めた。
パリ講和条約締結による終戦後の1783年11月3日、ほとんどの大陸軍部隊は解散した。1784年6月3日の大陸会議の決議によって、小さな地域軍隊がウェストポイントと幾つかの辺境の前哨基地に残された。第1連隊と第2連隊は1792年にアンソニー・ウェイン将軍の下に編制されたアメリカ合衆国軍団の基幹兵力となり、1796年に発足したアメリカ陸軍の基礎となった。

## 結成、組織化、再編成
1775年4月にレキシントン・コンコードの戦いでアメリカ独立戦争が始まったとき、アメリカ植民地の独立推進派勢力には軍隊が無かった。それ以前の各植民地は地方の防衛のために一時的な市民兵からなる民兵隊に頼るか、フレンチ・インディアン戦争参戦のような特別の目的で一時的「植民地連隊」を立ち上げるかだった。独立戦争に繋がる数年間でイギリスとの緊張関係が高まったときに、アメリカ植民地人は将来の抗争に備えて民兵隊を結成し始めた。1774年に耐え難き諸法が成立した後は民兵隊を訓練する機会が増した。リチャード・ヘンリー・リーのような植民地人は植民地全体にわたる民兵隊の創設を提案したが、第一次大陸会議はこの考えを拒否した。民兵隊は完全に数が足りていなかった。レキシントン・コンコードの戦い後、ニューイングランド中から数千の民兵がイギリス軍に対抗するために集まりボストン包囲戦を始めた。
4月23日、マサチューセッツ湾植民地議会が26個中隊からなる植民地軍の立ち上げを承認し、その直ぐ後にはニューハンプシャー、ロードアイランドおよびコネチカットの各植民地から類似しているが小規模の軍隊が立ち上げられた。6月14日、第二次大陸会議が植民地共通の防衛のために大陸軍を設立することを決議した。「12の連合した植民地」（この時点ではジョージアがまだ会議の代表を送っていなかった）として、大陸会議はマサチューセッツのボストン郊外ケンブリッジに既に在った軍隊（22,000名）とニューヨークにあった軍隊（5,000名）を大陸軍の最初の部隊に公認した。また軽歩兵連隊として使うために、ペンシルベニア、メリーランドおよびバージニアの各植民地から1年間徴兵のライフル狙撃兵10個中隊も立ち上げ、これが後の1776年に大陸第1連隊となった。6月15日、大陸会議は全会一致でジョージ・ワシントンを最高司令官に選んだ。彼は必要経費を除いて無償でその役割を引き受けた。
4人の少将、アートマス・ウォード、チャールズ・リー、フィリップ・スカイラー、イズラエル・パットナムと8人の准将、セス・ポメロイ、リチャード・モントゴメリー、デイビッド・ウースター、ウィリアム・ヒース、ジョセフ・スペンサー、ジョン・トーマス、ジョン・サリバン、ナサニエル・グリーンが数日の内に指名された。ウォードとヒースはマサチューセッツ民兵の出であり、既にケンブリッジ駐屯軍に在籍していた。ポメロイは指名を辞退し、その跡は埋められないままになった。
大陸会議は独立した主権国家の立法府として徐々に責任を引き受け政策を出していたので、大陸軍の役割は相応の議論の対象となった。アメリカ植民地人の間には常備軍を維持することに一般的な嫌悪感があった。一方で、イギリスとの戦争遂行には近代的な軍隊の規律と組織を必要としていた。その結果、軍隊は幾つかの明白な段階を経て、部隊の公式な解体と再編成によりその性格を与えられた。
大陸軍の兵士はこの軍隊への従軍を志願した（給与はあった）市民であり、独立戦争の様々な段階でその標準的徴兵期間は1年間から3年間だった（戦争初期は大陸軍が恒久的な軍隊に変わることを大陸会議が恐れたので短期間だった）。総勢は17,000名以上に達することはなかった。特に1776年から1777年に掛けての冬などは兵士の出入りが常に問題となり、徴兵期間を長くすることが認められた。大まかに言って、大陸軍は幾つかの連続的な変化を経ている。
- 1775年の大陸軍：元々のニューイングランド軍からなる。ワシントンが3個師団、6個旅団、38個連隊に組織化。スカイラー少将がカナダ侵攻作戦にニューヨークの10個連隊を派遣。
- 1776年の大陸軍：1775年軍隊の兵士が徴兵期間を終えた後に再編成されたもの。ワシントンが最高司令官を引き受けた直後に大陸会議に推奨した形態だが、大陸会議での検討と実行に時間を要していた。ニューイングランド以外にも募兵を拡げる試みであったが、その構成や地理的な注力のために北東部に偏ったままだった。この軍隊は36個連隊からなり、最も標準的な部隊は768名からなる1個大隊で、640名の兵卒からなる8個中隊に編成された。
- 1777年から1780年の大陸軍：イギリス軍が独立戦争に決着を付けようと大部隊を送ろうとしていることが明らかになった時の幾つかの大きな編成替えと政治的決断の結果。大陸会議はそれぞれの邦が人口に応じて1個大隊の連隊を提供することを命じる「88個大隊決議」を通し、ワシントンは別に16個大隊を作ることを認められた。また、徴兵期間がそれまでの1年から3年または「戦争が終わるまで」に延長され、年の瀬に起こっていた軍隊崩壊を避けられるようにした（1776年暮れには軍隊がほとんど崩壊状態になり、戦争を終わらせてしまう可能性があった）。
- 1781年から1782年の大陸軍：アメリカ植民地軍の大きな危機。大陸会議が破産状態になり、3年の徴兵期間が終わった兵士を再雇用できなくなった。一般大衆の戦争に対する支持が最低の時期にあたり、ワシントンがペンシルベニアとニュージャージーの派遣部隊での反乱を鎮圧しなければならなかった。大陸会議は大陸軍の予算を削ることを議決したが、ワシントンは戦略的に重要な戦いで勝利を収めることがた。
- 1783年から1784年の大陸軍：今日まで続くアメリカ陸軍に受け継がれる時期。イギリスとの停戦が成立し、ほとんどの連隊が規律正しく解体された。

大陸軍の正規兵の他に、個々の植民地（邦）によって組織化され予算も付けられた民兵組織があり、戦闘にも参加した。時には民兵の部隊が大陸軍と離れて行動することもあったが、多くは大陸軍が作戦を実行するときの支援や増援であった。民兵は撤退が早すぎるという評判があった。カウペンスの戦いではこのことを逆手に取ってうまく戦略に結びつけた。
兵士への給与、食料、宿泊設備、兵装、兵器などの装備に対する財政的な責任は、各邦にその部隊の設立ともども割り当てられた。各邦はこの義務を果たすやり方が異なっていた。戦争中は財政を保つことや兵士の士気を保つことが常に問題であった。このことで兵士達には低い給与、腐った食糧、重労働、寒いときも暑いときもお粗末な兵装と宿泊設備、厳しい訓練および負傷または戦死する高い確率を課すことになった。

## 作戦の展開
1775年6月、ボストン包囲戦中に大陸軍がケンブリッジで結成された時、およその戦力はニューイングランドの14,000名から16,000名と見られている。脱走などがあって実際の戦力は11,000名程度であった可能性もある。ワシントンの到着までは、アートマス・ウォードの指揮下にあり、ジョン・トーマスが副隊長、リチャード・グリドリーが砲兵隊長と技師長を兼ねていた。
ボストンのイギリス軍は援軍が到着してその数を増していた。その数は約10,000名であった。5月遅くにはウィリアム・ハウ、ヘンリー・クリントン、ジョン・バーゴインの3将軍が到着してトマス・ゲイジ将軍と合流し、反逆者達を追い払う計画を立て始めた。実戦経験のあるこれら将軍やイギリス海軍の数隻の戦列艦を指揮するサミュエル・グレイブス提督の存在に意を強くしたゲイジは、戒厳令を発して大陸軍とその支持者達を反逆者と決めつけ、憲法を犯す者として糾弾する宣言を行った。大陸軍や大陸会議への忠誠を放棄しイギリス側に付いた者には恩赦が提案されたが、大陸会議のサミュエル・アダムズやジョン・ハンコックの二人だけは大逆罪で指名手配されていた。この宣言は、大陸会議と大陸軍の決意をさらに強固なものにするために役だったに過ぎなかった。
1776年3月、大陸軍がボストンを見下ろす高地に大砲を運び上げたことで、イギリス軍がボストン市から撤退した後、大陸軍はニューヨークに移動した。それに続く5年間、大陸軍とイギリス軍は、ニューヨーク、ニュージャージー、ペンシルベニアで作戦行動を続けた。これらの作戦行動には、トレントン、プリンストン、ブランディワイン、ジャーマンタウン、モリスタウンなどの特筆すべき戦闘が含まれている。
大陸軍は人種的には差別を無くしており、このような状態が再現されたのは朝鮮戦争のときまで無かった。アフリカ系アメリカ人の奴隷はニューイングランドでの従軍と引き換えに自由を約束され、北部方面軍の5分の1にまでなった。
大陸軍は常に乏しい兵站、不適切な訓練、短期間の兵役、邦間の摩擦、そして大陸会議の各邦に対する食料、金、物資を賄うように指導する力の不足に悩まされ続けた。当初、兵士の兵役服務期間は1年であり、多くは愛国心に動機付けられていた。しかし、戦争が長引くにつれて、報奨金やその他の刺激策がより必要になった。戦争の後半には2つの大きな反乱が起こり、主力部隊のうちの2部隊の信頼性をひどく損なうことになった。また常に規律不足の問題につきまとわれた。
大陸軍は試行錯誤の末に、多くは人命を犠牲に、実効性と成功率を高めた。ワシントン将軍と他の傑出した士官達が結束を固めるための有益な指導者となり、戦争の8年間を通じて学び、適応し、規律を保っていった。1777年から1778年にかえての冬は、プロイセン出身のストイベン男爵が加わり大陸軍を訓練して大きくその能力が改善された（バレーフォージの冬として知られる）。ワシントンは軍隊を常に一時的な手段として見ており、第二次大陸会議と同様に軍隊の文民統制を心がけたが、その実行方法については小さな意見の不一致があった。
戦争末期、大陸軍はフランスのロシャンボー将軍指揮下の遠征隊とフランス海軍のバラス提督指揮下の船隊によって補強され、1781年の晩夏には、主力部隊がバージニアに南下してフランスのグラス提督配下の西インド諸島艦隊と合流した。これがヨークタウン包囲戦につながり、チェサピーク湾の海戦での勝利とイギリス南部方面軍の降伏という結果を生んだ。これによってアメリカ大陸での戦いは終わりを告げ、2年後のパリ講和条約締結とその効力が有効となるまで、大陸軍はニューヨークのイギリス北部方面軍を封じ込めるためにニューヨーク近郷に戻って駐屯した。その後は大陸以外の場所で、イギリスとフランスおよびその同盟軍の間の戦いが続いた。

## 大陸軍の解隊とアメリカ陸軍の創設
戦後は小さな地域軍隊が、ウエストポイントと幾つかの辺境の前哨基地に残された。1784年6月3日、大陸会議を引き継いだ連合会議がアメリカ陸軍の創設を決議した。
平時軍隊への移行計画はアレクサンダー・ハミルトンが議長を務めた連合会議委員会の要請で1783年4月に始まっていた。5月2日に大陸軍の公式見解を提出する前に、総司令官ワシントンが重要な士官とこの問題を検討した。ここで重要なことは、士官達の間に軍隊の基本的枠組みについて広い同意があったことだった。ワシントンの提案は4つの構成要素を作ることだった。すなわち小さな正規軍、均一に訓練され組織された民兵隊、武器庫のシステム、および砲兵と工兵士官を教育する士官学校だった。彼の提案した連隊組織は大陸軍のやり方を踏襲したが、有事の場合には増強される決まりがあった。ワシントンは戦争が始まったときは先ず民兵が国の安全保障の役割を果たし、1775年と1776年にやったように正規軍がこれを引き継ぐ形を期待した。ストイベンとフランス出身の士官デュポーテイルも自分達の提案を連合会議での検討を求めて提出した。
連合会議は平時軍隊の設立を決断することについて5月12日に断ったが、イギリス軍がニューヨーク市と辺境の基地幾つかを明け渡すまで幾らかの軍隊を残しておく必要性には注意を向けた。代議員達はワシントンに固定期間で徴兵した兵士を一時的な守備隊として使うよう告げた。ウェストポイントからのこのような兵士の派遣部隊が11月25日に何事も無くニューヨーク市を再占領した。しかし、7月にストイベンがイギリスのフレデリック・ハルディマンド少将と交渉していた辺境砦の明け渡しについては破談になり、イギリス軍は1790年代に入るまでその支配を続けた。この不成功の他に、残っていた大半の歩兵の徴兵期間が1784年6月までに切れることを認識したワシントンは、平時の指揮官として選んでいたヘンリー・ノックスに、冬が来る前に500名の歩兵と100名の砲兵を残して、他は除隊させるよう命じた。歩兵はマサチューセッツ州出身のヘンリー・ジャクソン大佐の下にジャクソンの大陸連隊として再編成された。ジョン・ドーティの下のニューヨーク兵から成る1個砲兵中隊は大陸軍第2砲兵連隊の残りからできていた。
1783年10月18日、連合会議はワシントンの削減案を承認する声明を発表した。11月2日、ワシントンは解雇される兵士達に向けて全国に配布されるフィラデルフィアの新聞紙上に「軍隊への送別の式辞」を掲載させた。この式辞で、ワシントンは士官や兵士達にその支援に就いて感謝し、「我々の弱い立場における神の唯一の干渉はほとんど無頓着な者の注意をも逃れられないようなものだった。8年間という間にほとんどあらゆる苦しみと挫折を通じてあったアメリカ合衆国の軍隊の比類ない忍耐力は絶え間ない奇跡も同然だった。」と思い出させた。
ワシントンはあらゆる植民地出身の兵士を「一つの兄弟達の愛国的部隊」に溶け合わしたことは大きな成果であると考え、文民生活においても退役兵達がその献身を続けてくれるよう依頼した。
ワシントンは12月4日にニューヨーク市フローンセス・タバーンで残っていた士官達に別れを告げた。12月23日、ワシントンは当時アナポリスで開催されていた連合会議に出席し、総司令官としての任務を返上した。「私は今与えられていた仕事を成し遂げ偉大な戦場から引退する。先の8月にはその命令の下に私が長い間行動してきた軍隊に感傷的な別れを告げ、ここに私の任務を返し、公的生活のあらゆる役職から休暇を取ることを申し出る。」と告げた。連合会議は9月3日に調印された最終的な和平条約を1784年1月14日に批准することでアメリカ独立戦争を終わらせた。
連合会議は1783年10月に再度ワシントンの平時軍隊の概念を拒んでいた。中庸的な代議員が予定される軍隊の大きさを1個砲兵大隊と3個歩兵大隊に減らす代案を1784年4月に提案した時、連合会議はこれも拒んだ。これにはニューヨーク州が、マサチューセッツ州出身で残っていた兵士が両州の間の土地問題でマサチューセッツ州側に就くことを恐れたのも一部の原因だった。350名の兵士を残し、新たに700名を徴兵する別の提案も成功しなかった。6月2日、連合会議はピット砦の管理人25名とウェストポイントの55名を除き、残っていた兵士全員を除隊させる命令を出した。翌6月3日、全ての関係者に受け入れられる平時軍隊を創設した。
その創設計画では4つの州に700名の兵士を1年間任務で徴兵することを求めていた。連合会議は陸軍長官にその軍隊を8個歩兵中隊と2個砲兵中隊に編成するよう指示した。260名を割り当てられたペンシルベニア州は上級士官となる中佐を指名する権限を与えられた。ニューヨーク州とコネチカット州はそれぞれ165名を徴兵し、少佐を1人指名した。残り110名はニュージャージー州に割り当てられた。経済性がこの提案のモットーであり、各少佐は中隊長となり、将校は従軍聖職者、軍医および軍医助手の仕事を除いてあらゆる補佐的任務を果たした。ジョサイア・ハーマーの下でアメリカ第一連隊が緩りと編成され新しい正規軍の歩兵連隊として恒久的な位置付けになった。アメリカ第一連隊の血統は現在アメリカ第3歩兵連隊に引き継がれている。
この小さな平時正規軍は大陸軍の古参兵に指導され、その後の10年間で次第に拡張された。大陸軍の規則、規制および伝統を継承していた。ストイベンのブルーブックは正規兵およびほとんどの州の民兵隊の公式マニュアルとして残り、1835年にウィンフィールド・スコットが1791年フランス軍規定をアメリカ用に採用するまで続いた。1794年のフォールン・ティンバーズの戦いでは、アンソニー・ウェイン少将が、ジョン・サリバンのイロコイ族に対する1779年遠征で使われた荒野での作戦展開手法を採用した。元大陸軍兵を民兵隊に統合したことは、1792年に全国的民兵法が成立したことと合わせて、古参兵が年をとるまでその制度の軍隊としての反応性を改善した。

## 階級章

### 1775年
|       | 将官            | 将官 | 将官 | 将官 | 佐官           | 尉官 | 尉官      | 下士官 | 下士官 |
| ----- | --------------- | ---- | ---- | ---- | -------------- | ---- | --------- | ------ | ------ |
| 階級  | 将軍 最高指揮官 | 少将 | 准将 | 副官 | 大佐 中佐 少佐 | 大尉 | 中尉 少尉 | 軍曹   | 伍長   |
| 記章  |                 |      |      |      |                |      |           |        |        |
| 出典: |                 |      |      |      |                |      |           |        |        |

### 1780
|       | 将官       | 将官 | 将官 | 佐官 | 佐官 | 佐官 | 尉官 | 尉官   | 下士官 | 下士官 | 下士官 | Enlisted |
| ----- | ---------- | ---- | ---- | ---- | ---- | ---- | ---- | ------ | ------ | ------ | ------ | -------- |
| 階級  | 最高指揮官 | 少将 | 准将 | 大佐 | 中佐 | 少佐 | 大尉 | 准大尉 | 曹長   | 軍曹   | 伍長   | 二等兵   |
| 記章  |            |      |      |      |      |      |      |        |        |        |        | なし     |
| 出典: |            |      |      |      |      |      |      |        |        |        |        |          |

## 主要な戦闘
- ボストン包囲戦
- ロングアイランドの戦い
- トレントンの戦い
- プリンストンの戦い
- ブランディワインの戦い
- ジャーマンタウンの戦い
- サラトガの戦い
- モンマスの戦い
- チャールストン包囲戦
- キャムデンの戦い
- キングスマウンテンの戦い
- カウペンスの戦い
- ギルフォード郡庁舎の戦い
- ヨークタウンの戦い

## 大陸軍体系
- 正規軍:
  - 本部大隊/第5野戦砲連隊
- 国防軍:
- コネチカット:
  - 第102歩兵連隊;第2コネチカット民兵連隊
  - 第192野戦砲連隊;第3、第4、第8、第9、第16、第20コネチカット民兵連隊
- デラウェア:
  - 第198通信大隊;第1デラウェア連隊
- ジョージア
  - 第118野戦砲連隊;ジョージア連隊
- メリーランド:
  - 第175歩兵連隊;メリーランド戦列
- マサチューセッツ:
  - 本部/第211憲兵大隊
  - 第772憲兵中隊;第3連隊/ブリストル郡旅団
  - 第101技術大隊;フライ連隊;第12、第14大陸連隊;第5マサチューセッツ連隊;リー追加大陸連隊;エセックス郡民兵旅団
  - 第101野戦砲連隊;ヘンリー・ジャクソン追加大陸連隊;第16マサチューセッツ連隊
  - 第104歩兵連隊;ダニエルソン連隊;フェロー連隊;ウッドブリッジ民兵連隊;ポーター連隊;第1、第4マサチューセッツ連隊;ハンプシャーおよびバークシャー民兵旅団
  - 第181歩兵連隊;第3、第4、第5、第6、第7ミドルセックス連隊;第2、第6、第13マサチューセッツ連隊;第4、第7、第23大陸連隊
  - 第182歩兵連隊;第13、第7マサチューセッツ連隊;第25大陸連隊
- ニューハンプシャー:
  - 砲兵隊 C/第1大隊/第172野戦砲連隊;第2ニューハンプシャー連隊
- ニュージャージー:
  - 砲兵隊 C/第3大隊/第112野戦砲連隊
  - 第113歩兵連隊;第1ニュージャージー連隊
- ニューヨーク:
  - 中隊A/第1大隊/第69歩兵連隊;第1ニューヨーク連隊
  - 砲兵隊 A/第1大隊/第156野戦砲連隊
- ペンシルベニア:
  - 中隊A/第1騎兵大隊/第104騎兵隊
  - 第103技術大隊
  - 第109野戦砲連隊;第24コネチカット民兵旅団
  - 中隊C/第337技術大隊
  - 第111歩兵連隊;フィラデルフィア民兵連隊
- ロードアイランド:
  - 中隊A/第2大隊/第19ノースプロビデンス・レンジャーズ
  - 第169憲兵中隊
  - 砲兵隊C/第103野戦砲連隊
- サウスカロライナ:
  - 中隊B/第202騎馬連隊
  - 第263防空砲兵連隊
- バージニア:
  - 第276技術大隊;第1バージニア連隊
  - 第116歩兵連隊;第2、第8、第9バージニア連隊
- ウエストバージニア:
  - 第150武装連隊
  - 第201野戦砲連隊;メリーランド及びバージニア狙撃連隊

### 註釈
1. ↑  訳注：「アメリカ合衆国軍団」は仮訳。定訳不明
2. ↑  For commissioned officers 'metal epaulettes were introduced by a general order dated June 18. 1780 (except of those of the CiC). For non-commissioned officers cloth epaulettes were prescribed since a general order dated July 23. 1775. That order differentiated only between the ranks of serjeant and corporal. At the end of war, the serjeant-major was recognizable by a pair of cloth epaulettes. The number, position and color of the NCO-epaulettes was changed for several times.